# The Hondells
Die Hondells waren eine von dem Produzenten Gary Usher zusammengestellte amerikanische Studiogruppe. Es handelte sich nicht um eine Band mit fester Besetzung, sondern um ein Kunstprodukt aus ständig wechselnden Studiomusikern, die aus Los Angeles kamen. 

## Geschichte
Die Mehrheit der frühen Songs wurden von Usher und Roger Christian komponiert. Sowohl Usher als auch Christian waren zu diesem Zeitpunkt Co-Autoren von Beach Boy Brian Wilson. 
Als erstes Stück nahmen die Hondells 1964 Little Honda auf, das Brian Wilson von den Beach Boys geschrieben hatte. Der musikalische Stil der Hondells unterschied sich nicht wesentlich von dem der Beach Boys. Thematisch drehte es sich bei den Hondells um alles was mit Motorrädern, Autos, Hot Rods und Rennen zu tun hatte. Das erste Album der Band Go Little Honda von 1964 enthielt Titel wie A Guy Without Wheels, Hot Rod High, Death Valley Run, Haulin' Honda oder Black Boots and Bikes. Im Jahr 1965 nahm die Hondells den Reklamesong You Meet the Nicest People on a Honda für die japanische Firma Honda auf und unterstützten damit deren erfolgreiche Werbekampagne.
Die Hondells produzierten zwei Alben und 13 Singles, von denen allerdings keine den Anfangserfolg der ersten Single wiederholen konnte.
Gary Usher produzierte nach diesem Prinzip eine ganze Reihe von „Scheingruppen“ wie The Kickstands, The Knights, The Four Speeds, The Sunsets, The Competitors und andere. Er war eine der treibenden Kräfte hinter der südkalifornischen Hot Rod und Surfmusik.

## Diskografie

### Alben
- 1964: Go Little Honda (Mercury SR 60940/MG 20940)
- 1964: The Hondells (Mercury SR 60982/MG 20982)

### Kompilationen
- 1995: You’re Gonna Ride With Us, Vol. 1 - 1964 (ATM 3811)
- 1996: California Sunshine, Vol. 2 1965–1970 (ATM 3814)
- 1998: Vol. 3 Aliases And Alternatives (ATM 3824)
- 2000: Vol. 4 More Aliases and Early Recordings (ATM 3829)

### Singles
- 1964: Little Honda/Hot Rod High (Mercury 72324)
- 1964: My Buddy Seat/You’re Gonna Ride With Me (Mercury 72366)
- 1965: Little Sidewalk Surfer Girl/Come On (Mercury 72405)
- 1965: Do As I Say/Sea Of Love (Mercury 72443)
- 1965: Sea Cruise/You Meet The Nicest People On A Honda (Mercury 72479)
- 1965: Follow Your Heart/Endless Sleep (Mercury 72523)
- 1966: Younger Girl/All American Girl (Mercury 72563, DE: Mercury 127248MCF)
- 1966: Kissin’ My Life Away/A Country Love (Mercury 72605)
- 1967: Show me Girl/Cherryl’s Going Home (Mercury 72626)
- 1967: Yes To You/ Just One More Chance (Columbia 4-44361)
- 1968: Atlanta Georgia Stray/Another Woman (Columbia 4-44557)
- 1970: Shine On Ruby Mountain/Follow The Bouncing Ball (Amos 131)
- 1970: Shine On Ruby Mountain/Legend Of Frankie And Johnn (Amos 150)